# Église du Saint-Esprit de Paris
Pour les articles homonymes, voir Église du Saint-Esprit.
L’église du Saint-Esprit est une église de confession catholique située dans le 12e arrondissement de Paris.
Son entrée principale est au 186, avenue Daumesnil ; il existe une autre entrée au 1, rue Cannebière.

## Histoire
Pour répondre à la forte croissance de la population du quartier après la Première Guerre mondiale, la décision est prise en 1928 de construire un nouveau lieu de culte.

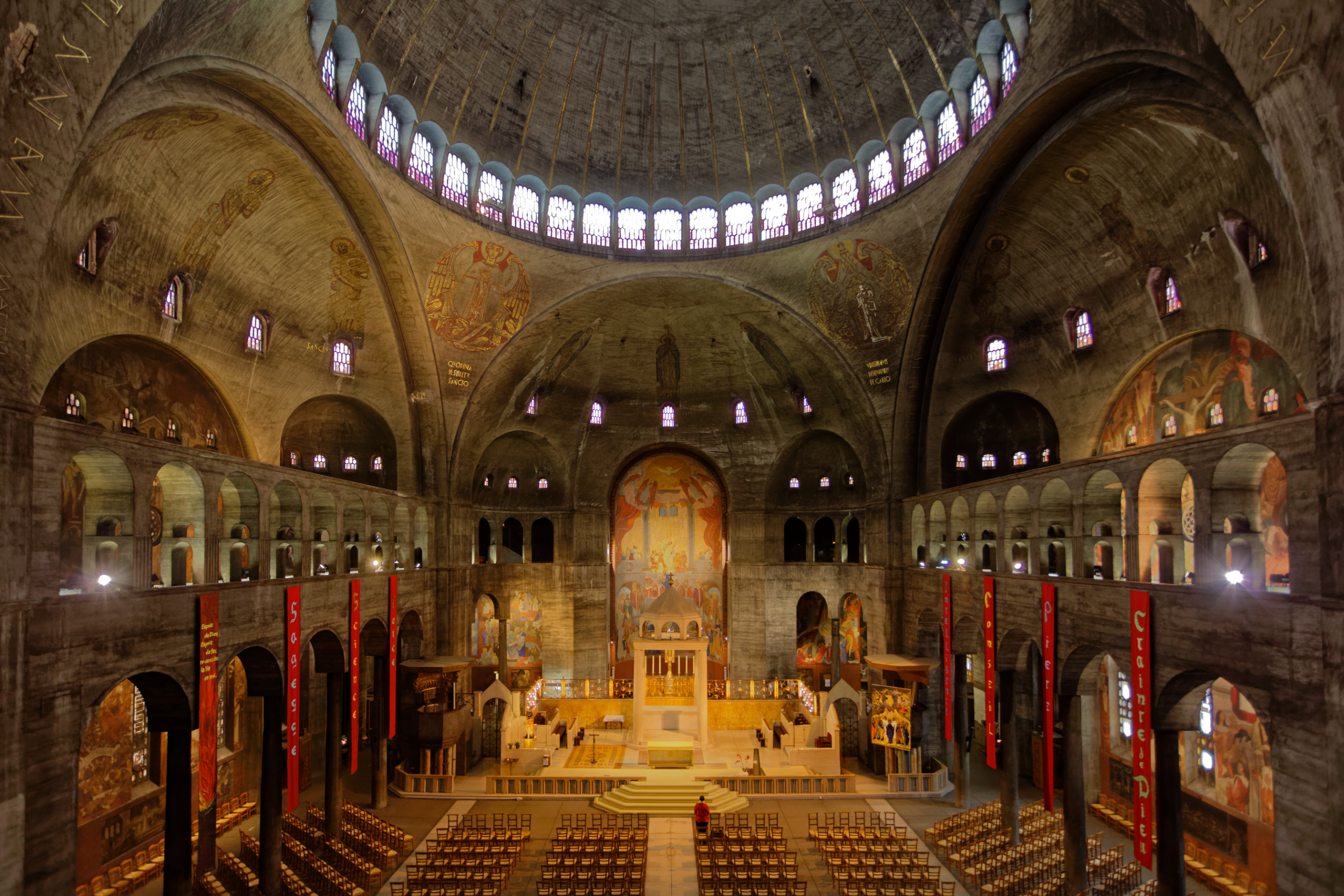
Vue d'ensemble de l'intérieur.

Le chantier de l'église du Saint-Esprit est impulsé par le cardinal  Verdier, dit "l’archevêque aux cent églises", par allusion aux Chantiers du Cardinal, une œuvre sociale et religieuse qu'il fonda en 1931, et qui était destinée à construire des églises dans les quartiers ouvriers et à créer des emplois dans le contexte de la crise économique des années 1930.
L’église est achevée en 1935. Elle est la plus importante réalisation des Chantiers du Cardinal.

## Architecture
L’architecture de l’église du Saint Esprit — avec sa juxtaposition affirmée d’influence byzantine et béton armé — est unique. Elle est conçue par l’architecte Paul Tournon, qui doit faire face à un terrain de forme triangulaire,.

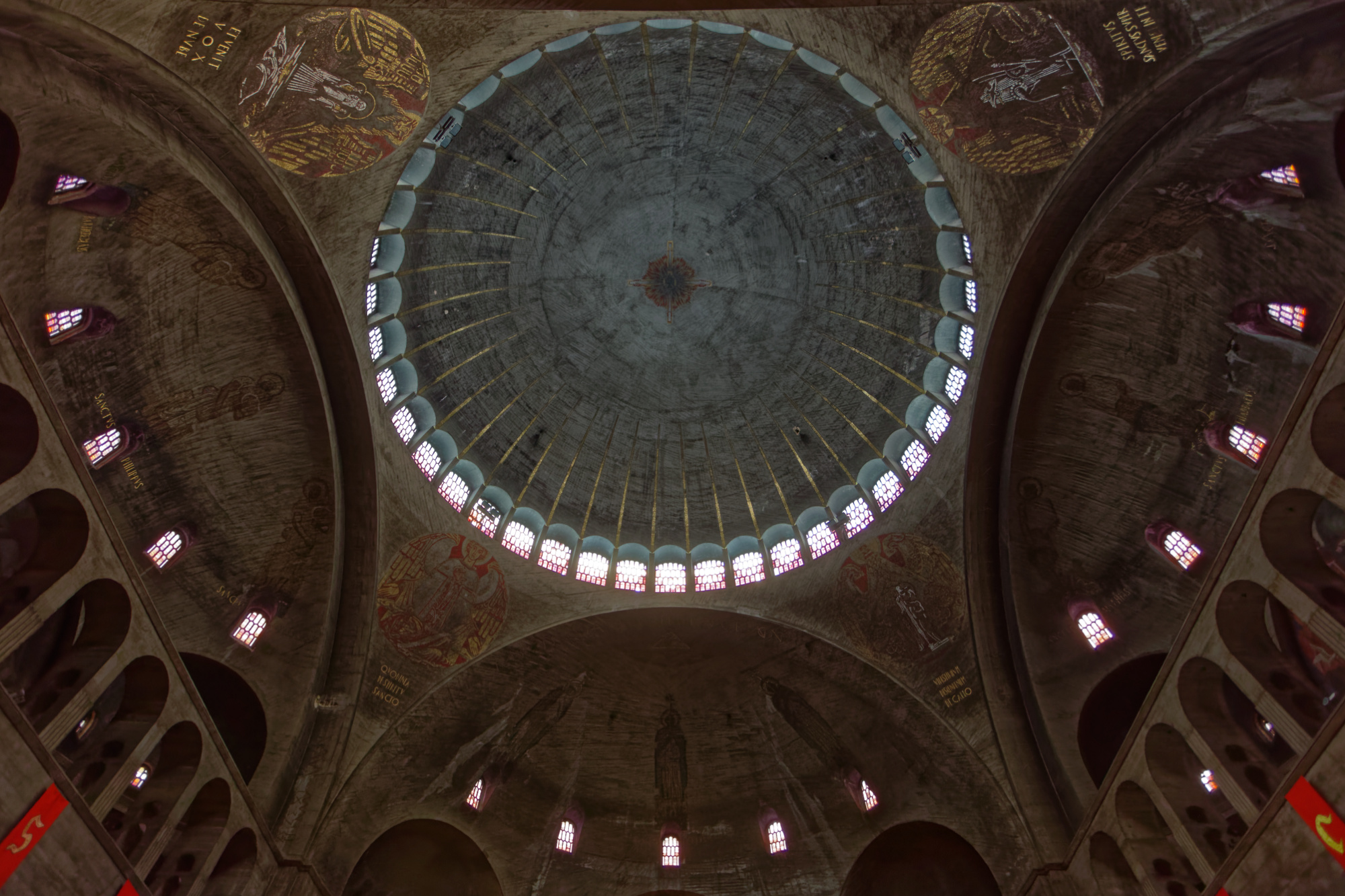
La coupole de l'église.

Bâtie entièrement en béton armé habillé à l'extérieur de briques de Bourgogne, l’église possède une nef carrée surmontée par une coupole mesurant 22 mètres de diamètre pour 33 mètres de hauteur, fortement inspirée par la célèbre coupole de Sainte-Sophie d’Istanbul,.
À l'intérieur, le béton est laissé dans son état brut, à l'exception de plusieurs fresques murales.
Le clocher, plus récent (construction achevée en 1963), abrite quatre cloches et des logements.
Après une première inscription en 1979 (pour le décor intérieur), l'église est entièrement classée au titre des monuments historiques le 5 juillet 2016.

## Le décor intérieur

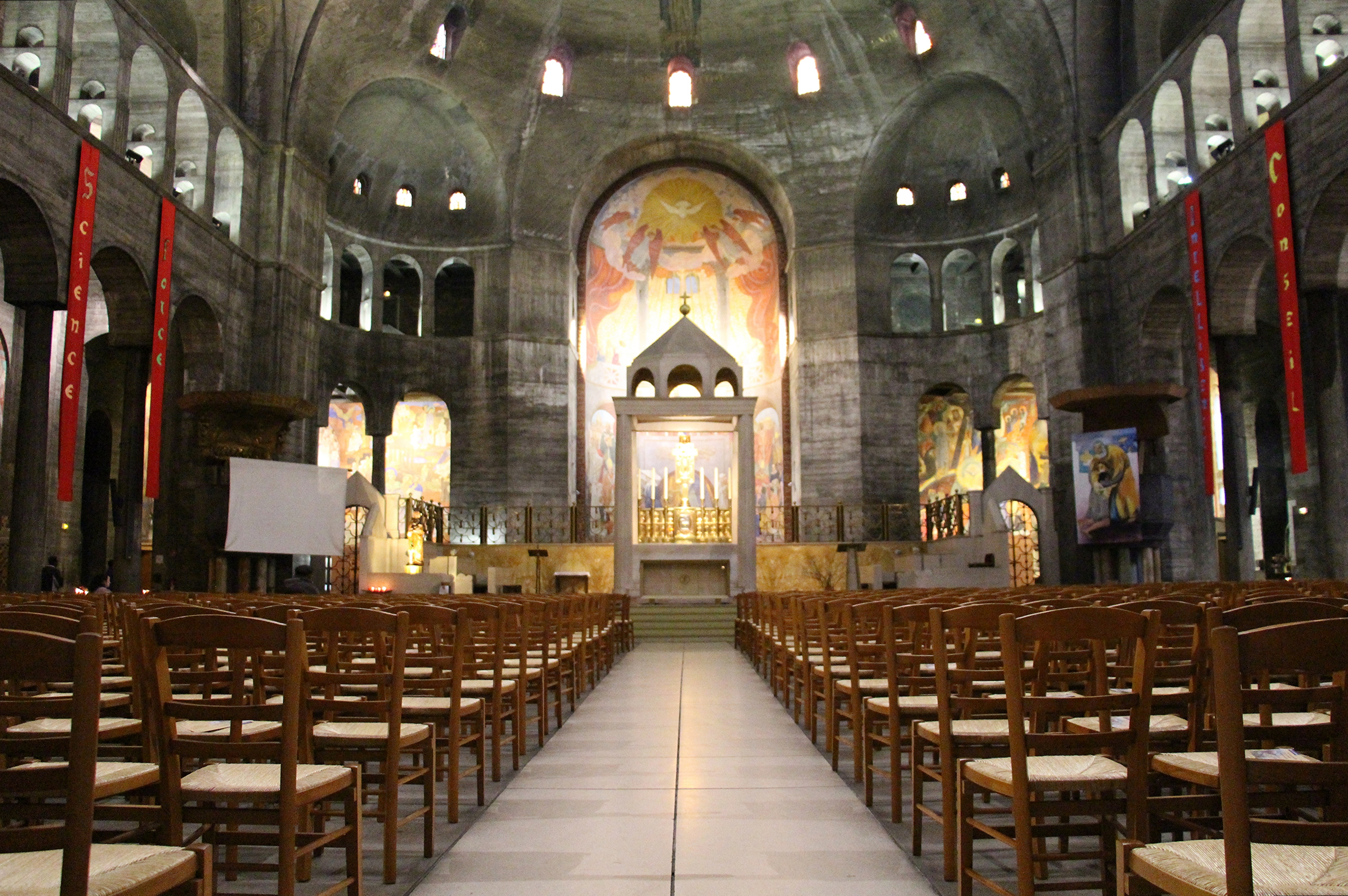
La nef de l’église, l’autel et le ciborium.

L’église est dotée d’un patrimoine important d’œuvres d’art religieux. Le décor intérieur (mosaïque, vitrail, peinture, sculpture, ferronnerie) a été inscrit au titre des monuments historiques par un arrêté du 17 août 1979.
Paul Tournon commande la décoration de l'édifice à des artistes membres d'associations d'art sacré comme L'Arche et les Ateliers d'art sacré, une association d'artistes croyants dont le but était de « produire des œuvres d'art pour le service de Dieu »,.

### Les fresques

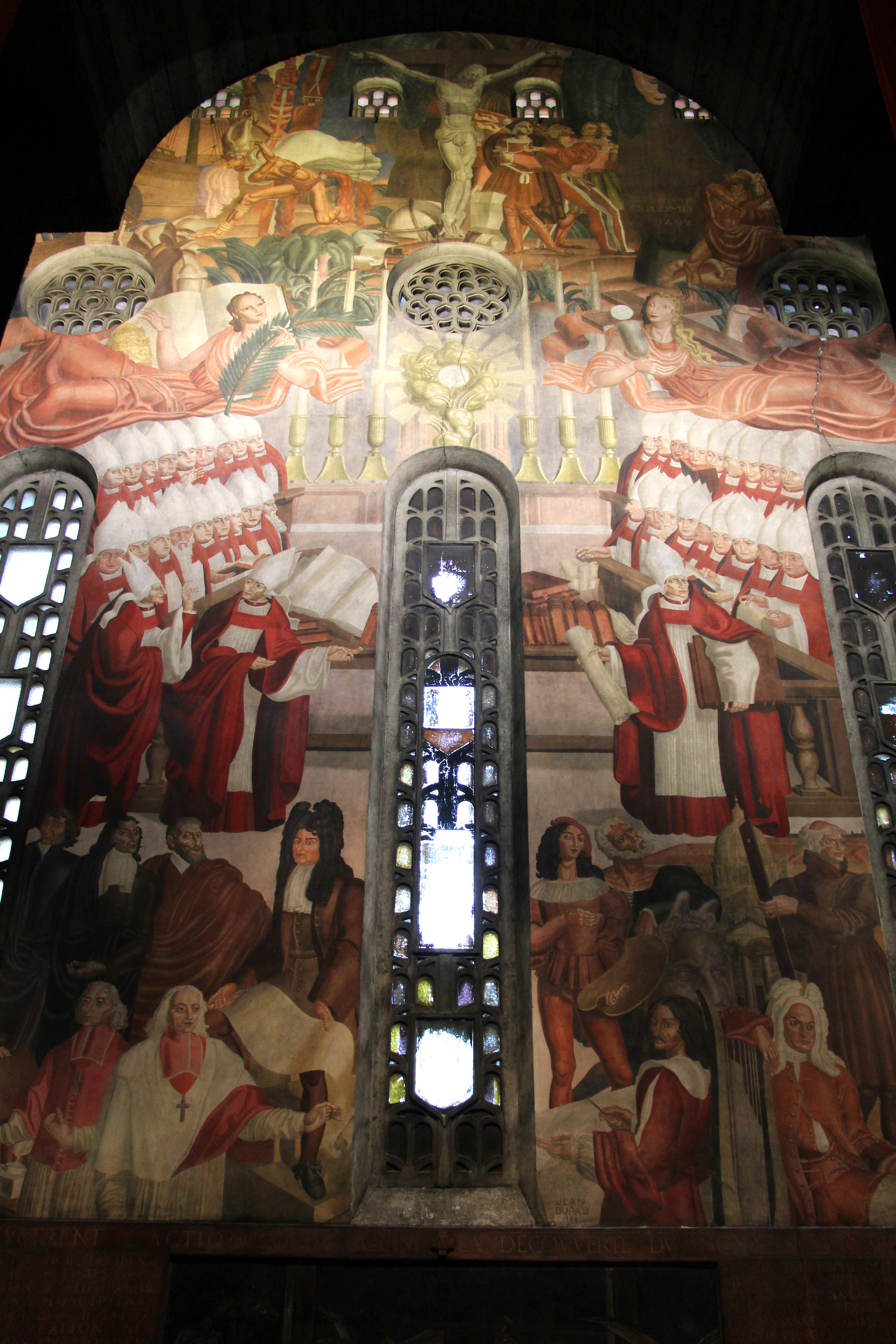
Fresque Christophe Colomb, concile de Trente, Renaissance.

Les fresques de l'église sont exceptionnelles, mais parfois difficiles à apprécier à cause de la pénombre qui règne à l'intérieur.
Toutes les fresques sont liées par un seul concept - la diffusion de l'Esprit-Saint dans l'histoire humaine. Elles racontent les éléments clés de l'histoire de l'Église depuis la Pentecôte jusqu'au vingtième siècle à travers deux thèmes : l'histoire de l'Église militante et celle de l'Église triomphante.
Tournon impose une taille unique pour les personnages principaux des fresques et l'utilisation du rouge comme couleur de fond, afin d'assurer l'unité de l'ensemble.
La majeure partie de la décoration murale a été réalisée selon la technique de la fresque : sur enduit de ciment frais, les artistes peignaient environ un mètre carré par jour. Aucune retouche n'était possible. Deux artistes ont utilisé d'autres techniques : Maurice Denis a peint la Pentecôte sur enduit sec et George Desvallières le Chemin de croix sur toile marouflée.
Les fresques sont de,:   

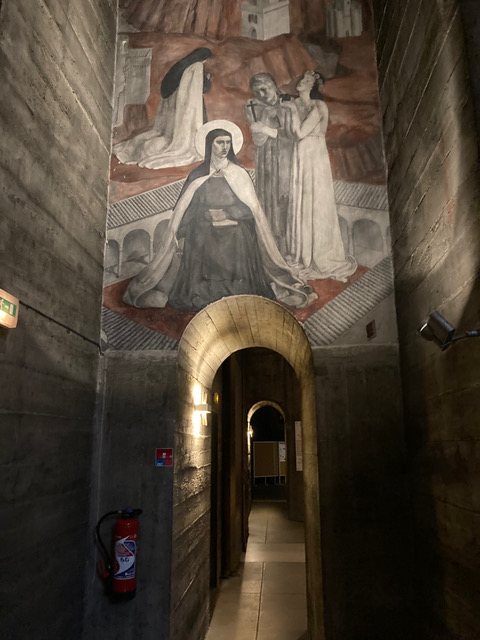
Fresque sur porte.

- Jean Dupas, fresque de l’évangélisation des Amériques, 1934 ;
- Émile Beaume ;
- Maurice Denis, utilise une technique particulière de fresque à la résine pour réaliser la Pentecôte sur l'abside[8] ;
- Élisabeth Faure, l'Église réunifiée[7] ;
- Marthe Flandrin (1904-1987), Sainte Catherine de Sienne[7] ;
- Léon Toublanc (1900-1990) ;
- Pauline Peugniez (1890-1987), les premiers siècles de l'Église selon les récits des Actes des Apôtres[7] ;
- André-Hubert Lemaître (1885-1965) ;
- Lucien Weil (1902-1963), l'Apocalypse de saint Jean et ses visions[7] ;
- Raymond Virac (1892-1946), Saint François et Saint Dominique ;
- Valentine Reyre (1889-1943) ;
- Henri Charlier (1883-1975) ;
- Robert Poughéon (1886-1955) ;
- Odette Pauvert (1903-1966), 1439 - Le concile de Florence, convoqué pour débattre de la place du Saint Esprit dans la Sainte Trinité[7] ;
- Nicolas Untersteller (1900-1968), et son épouse Hélène Delaroche, fresques en camaïeu gris,  Intelligence ,  Volonté ,  Sensibilité  ,  Eau ,  Air,  Terre ,  Feu  dans le narthex ;
- Élisabeth Chaplin (1890-1982), Saint Grégoire le Grand fixe les règles du chant grégorien[7],[9].

### Autres éléments de décoration

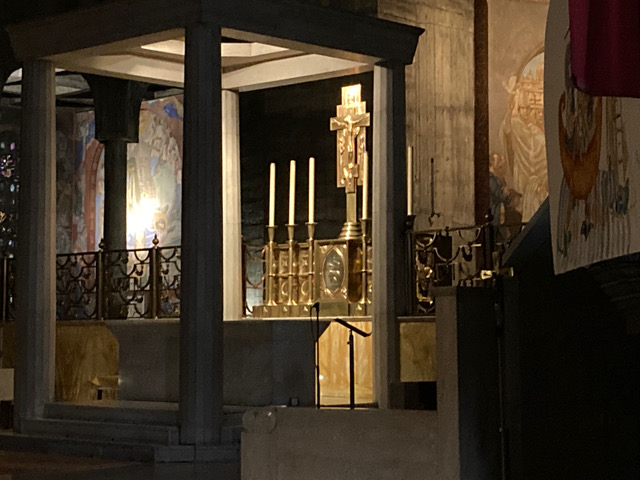
L'autel de l'église.

Les vitraux sont de Louis Barillet, Paul Louzier et Jean Hébert-Stevens.
Les mosaïques sont de Jean Gaudin et Marcel Imbs.
Les sculptures sont de :
- Carlo Sarrabezolles, statues sur le toit entourées d'un grillage ;
- Georges Serraz,  L'Infirmière ;
- Jacques Martin, haut-reliefs  Mort de Saint Joseph  et  Hommage à Jean Eudes ;
- Lucien Gibert, bas-reliefs sur le côté gauche de l'église  Les fêtes du mois de mars ; d'avril ; de mai  ;
- Fernand Guignier, bas-reliefs sur le côté gauche de l'église Les fêtes du mois de juin ; de juillet ; d'août  ;
- Noël Feurstein, auteur des bas-reliefs sur le côté gauche de l'église  Les fêtes du mois de septembre ; d'octobre ; de novembre ;
- Maurice Muntzinger, bas-reliefs sur le côté gauche de l'église  Les fêtes du mois de décembre ; de janvier ; de février .

Les ferronneries sont de Raymond Subes.
Le mobilier liturgique est de Jean Dunand.

### L'orgue

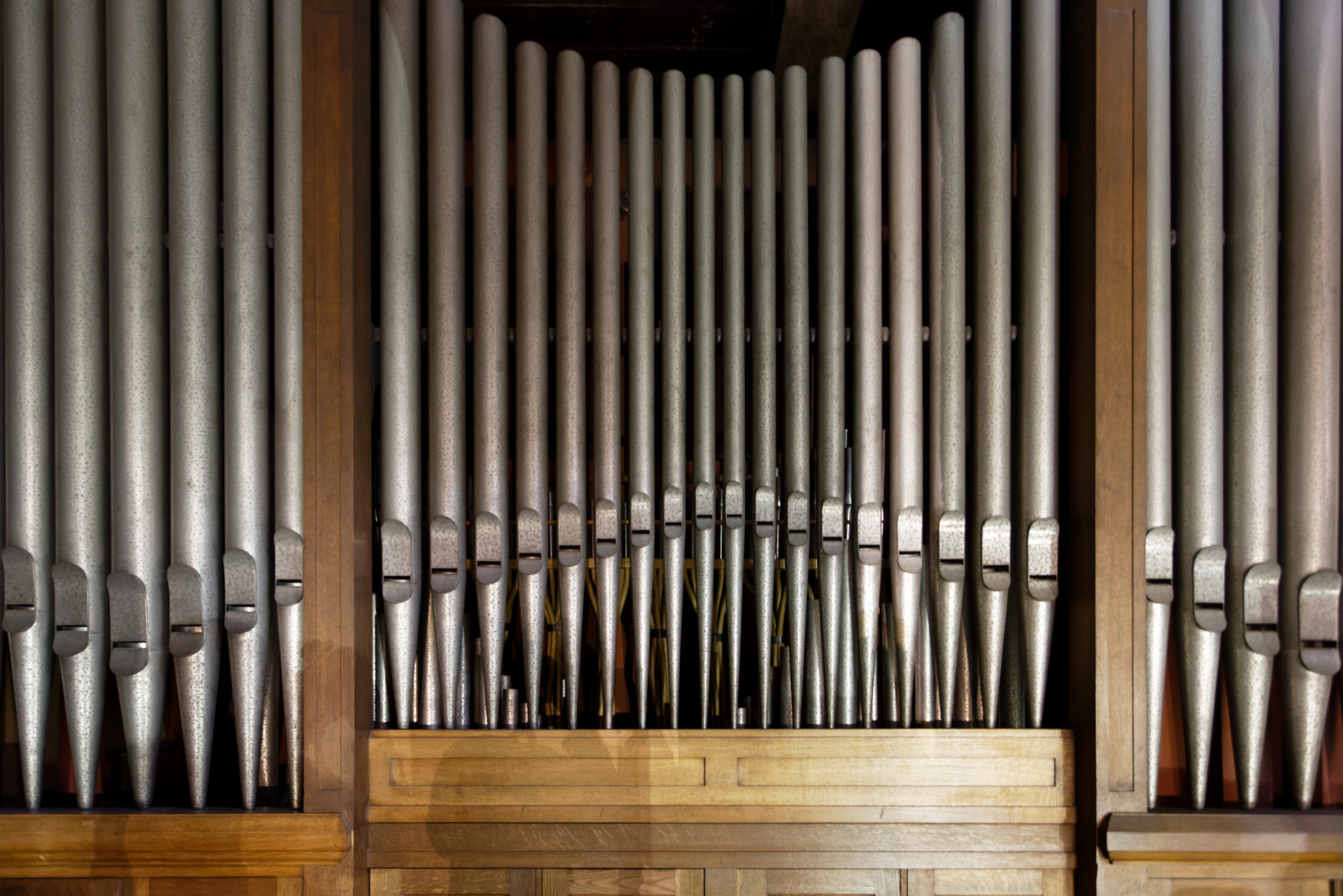
L’orgue.

Construit en 1934 par Gloton-Debierre d’après un plan de Albert Alain, cet orgue de 16 jeux fut inauguré en décembre 1934.
En 1933, deux orgues étaient envisagés pour l'église : un grand orgue situé au-dessus du portail de l’église et un orgue d’accompagnement - l’orgue actuel - situé au-dessus du déambulatoire ouest. Par manque de financement, seul le petit orgue fut réalisé.
L'organiste Jeanne Demessieux en fut la titulaire de 1933 à 1962[réf. nécessaire].
En 2021, on annonce le transfert et la restauration de l'orgue Rochesson (1940) de l'église Saint-Nicaise de Rouen vers l'église du Saint-Esprit.

## Galerie

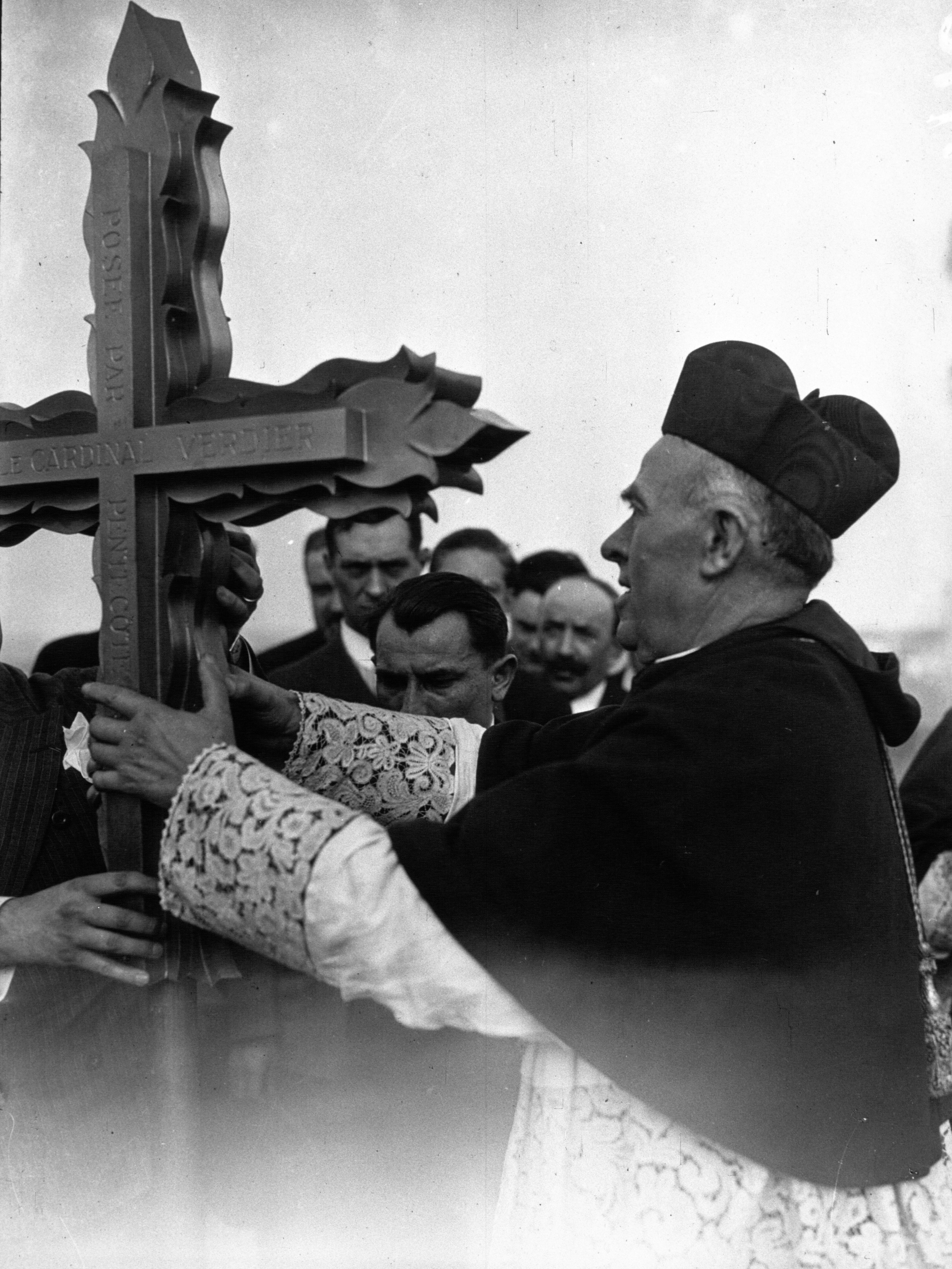
Le cardinal Jean Verdier en 1932.
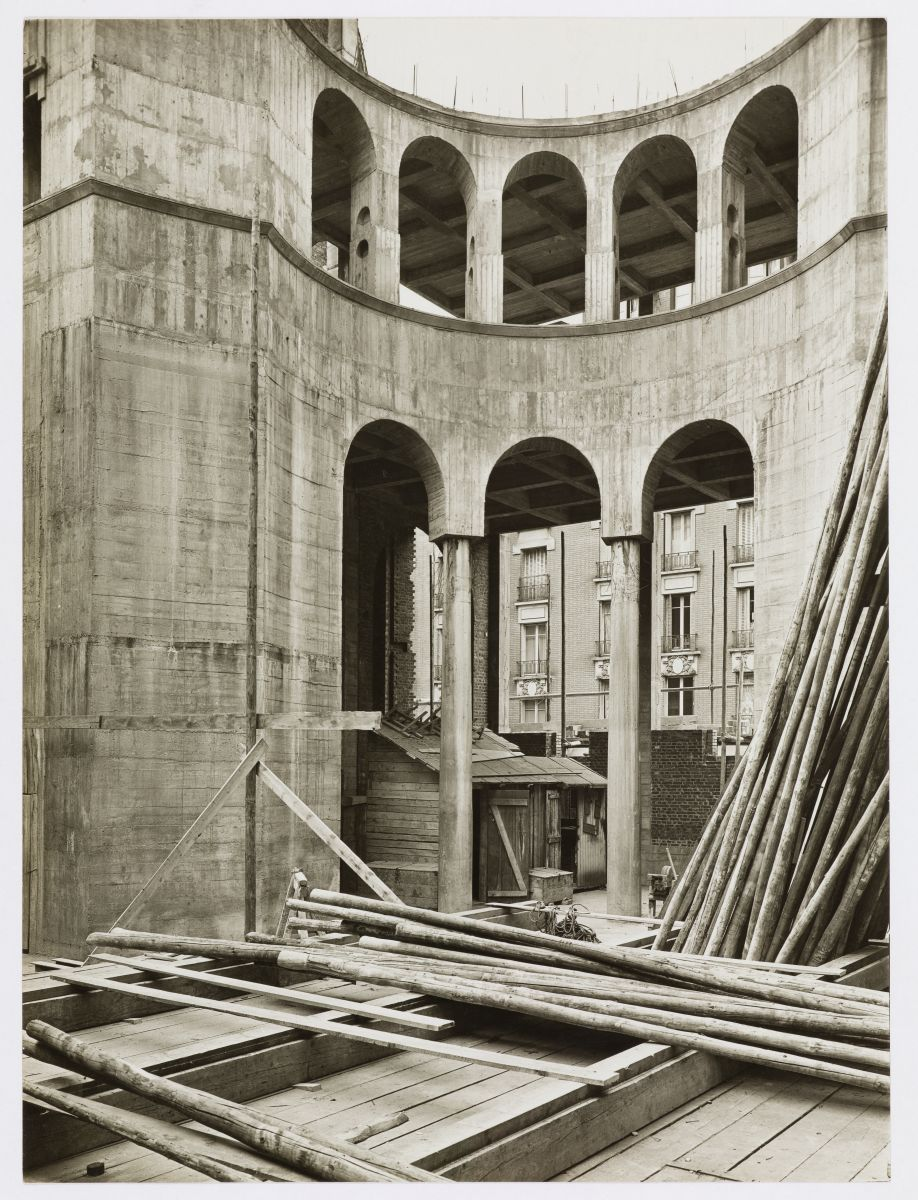
Le chantier de l'église en 1928.
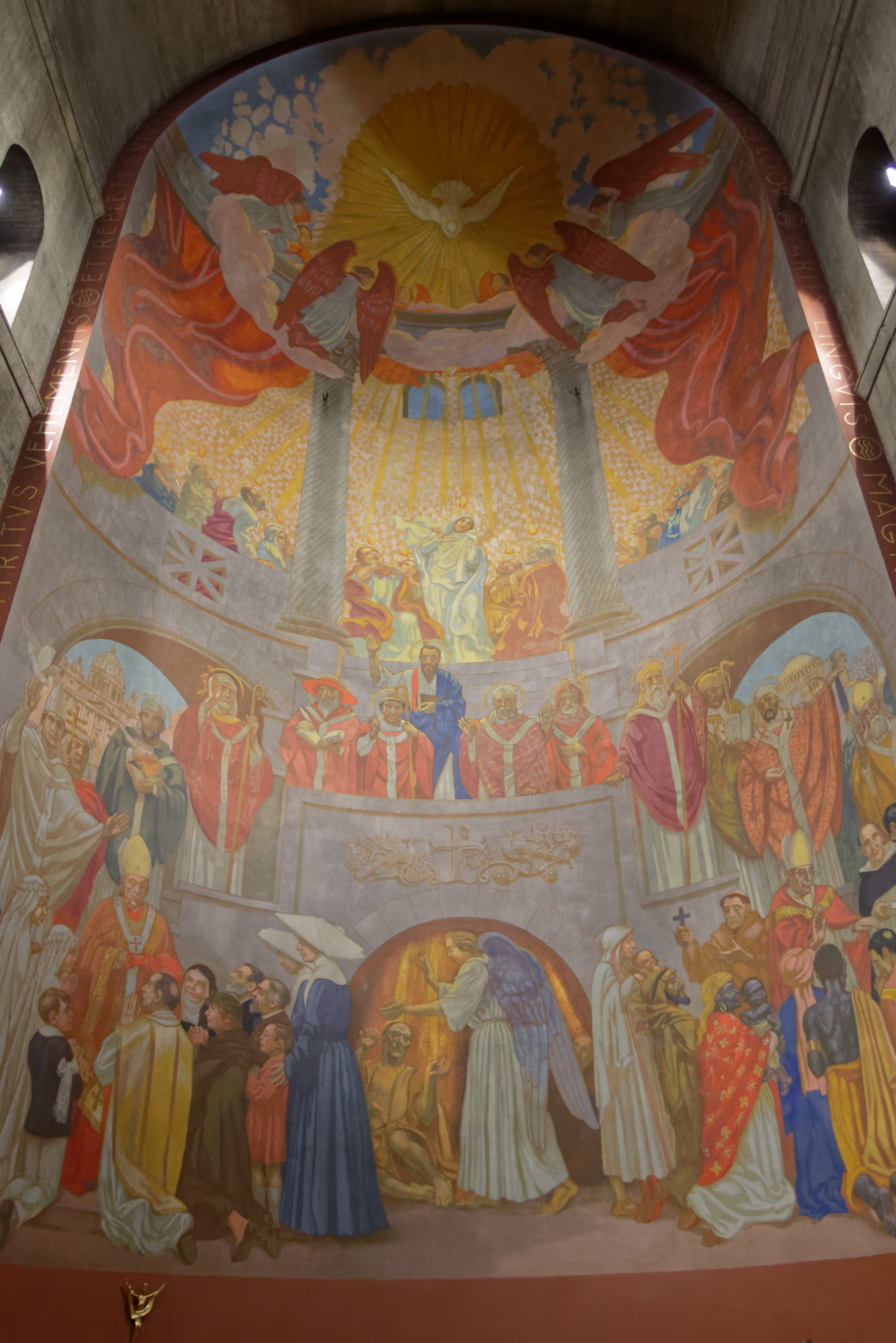
Fresque La Pentecôte, Maurice Denis.

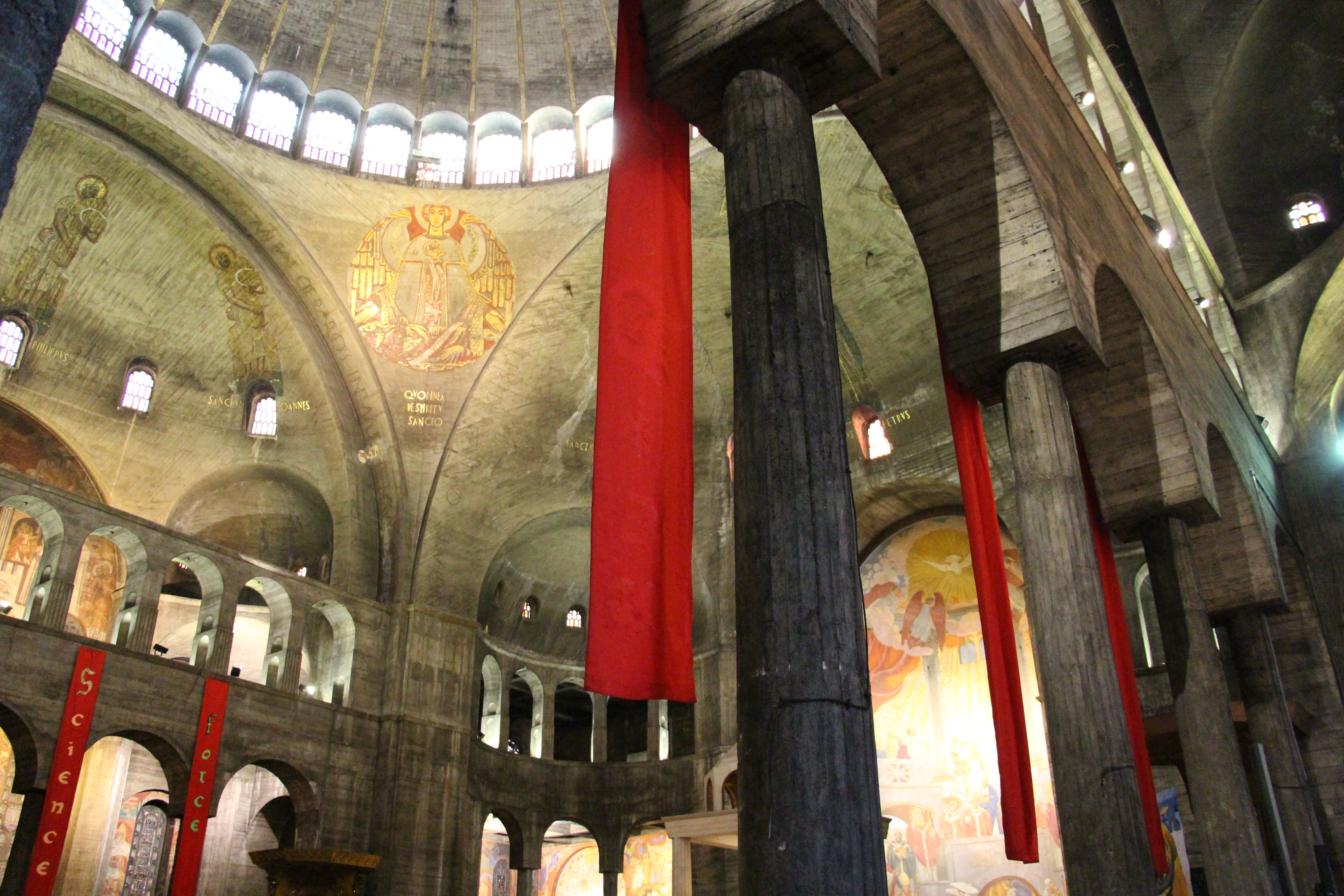
Piliers, voûte et arcades.
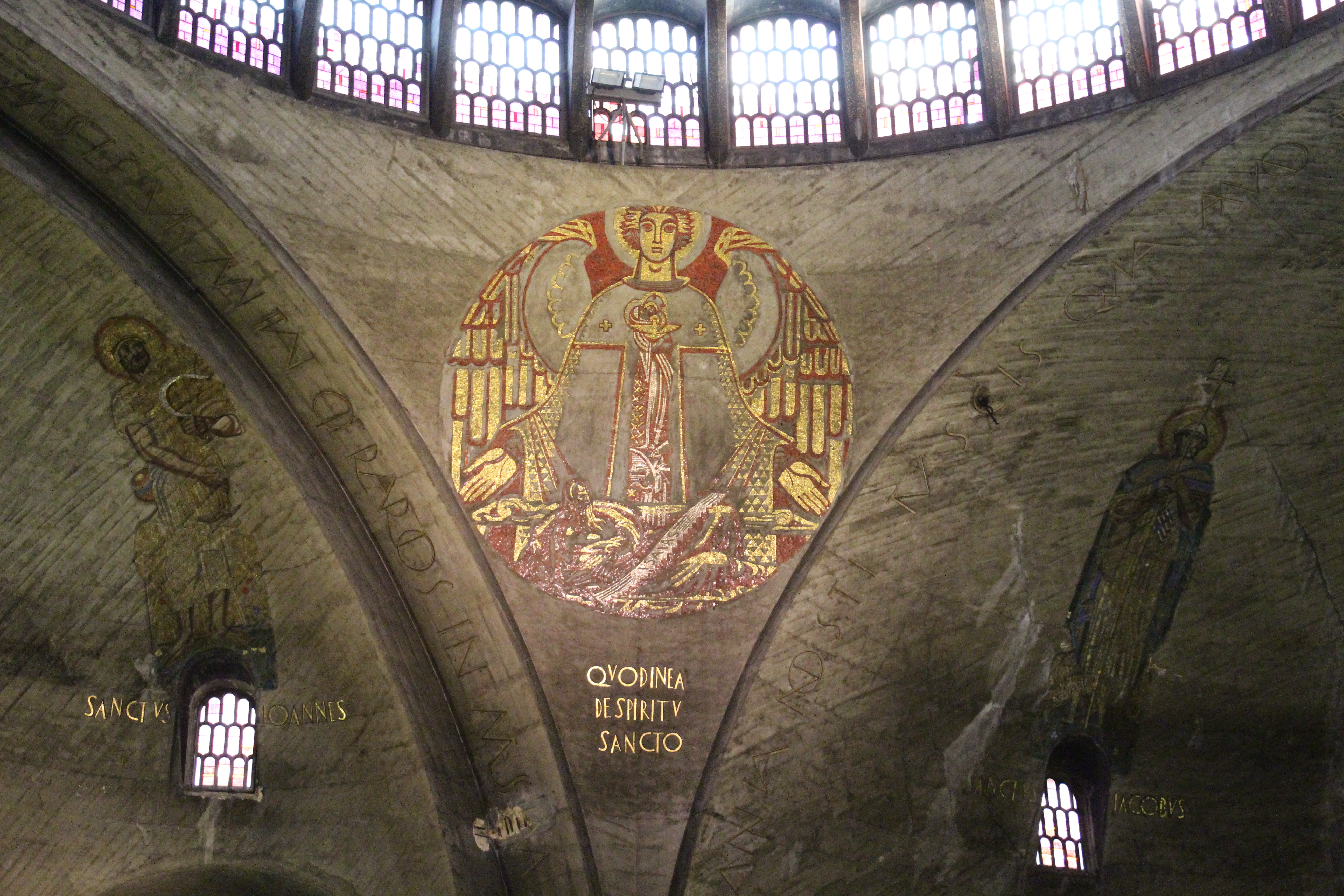
Fresque d'Isaïe sur la voûte.
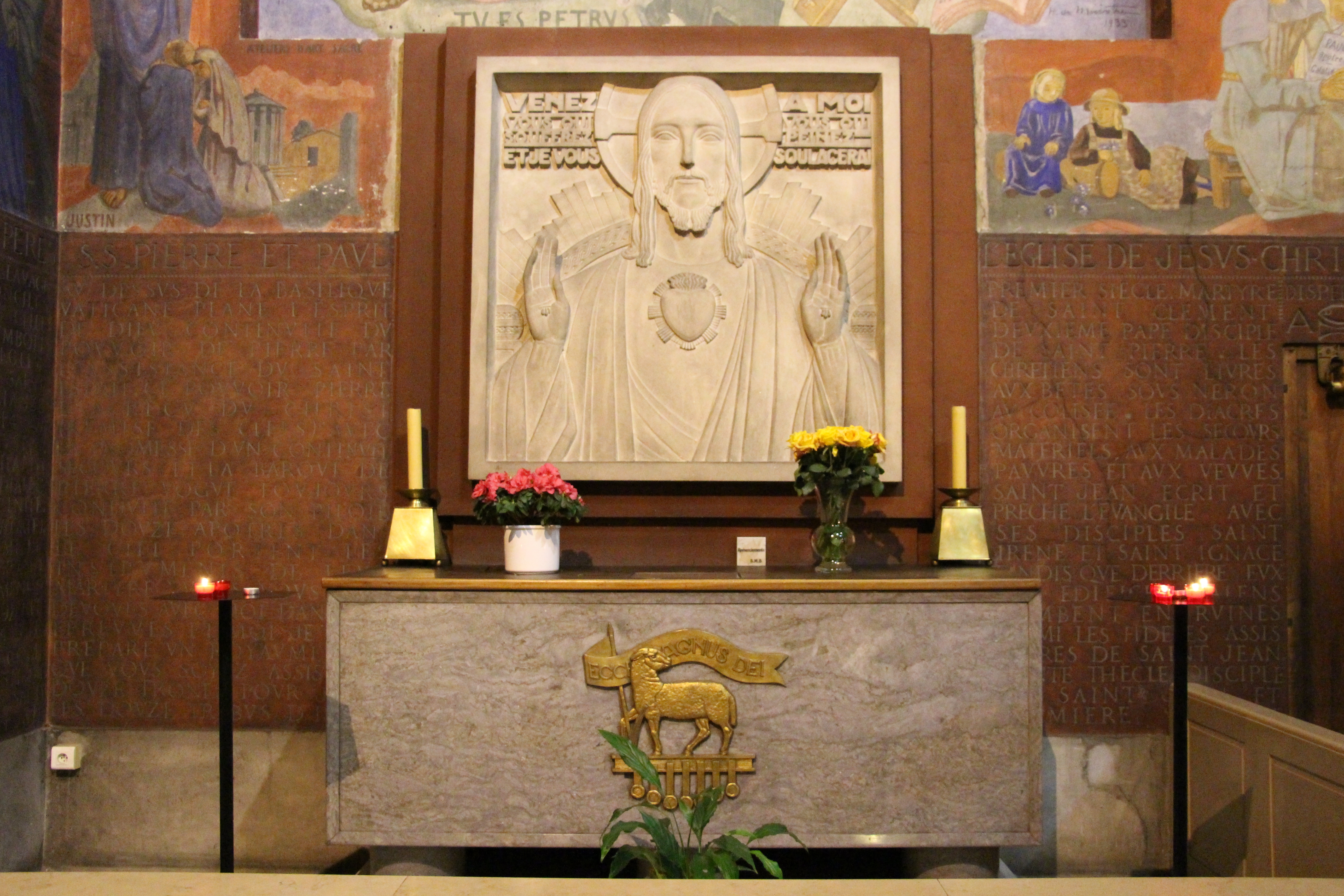
L'autel de la chapelle du Sacré-Cœur.
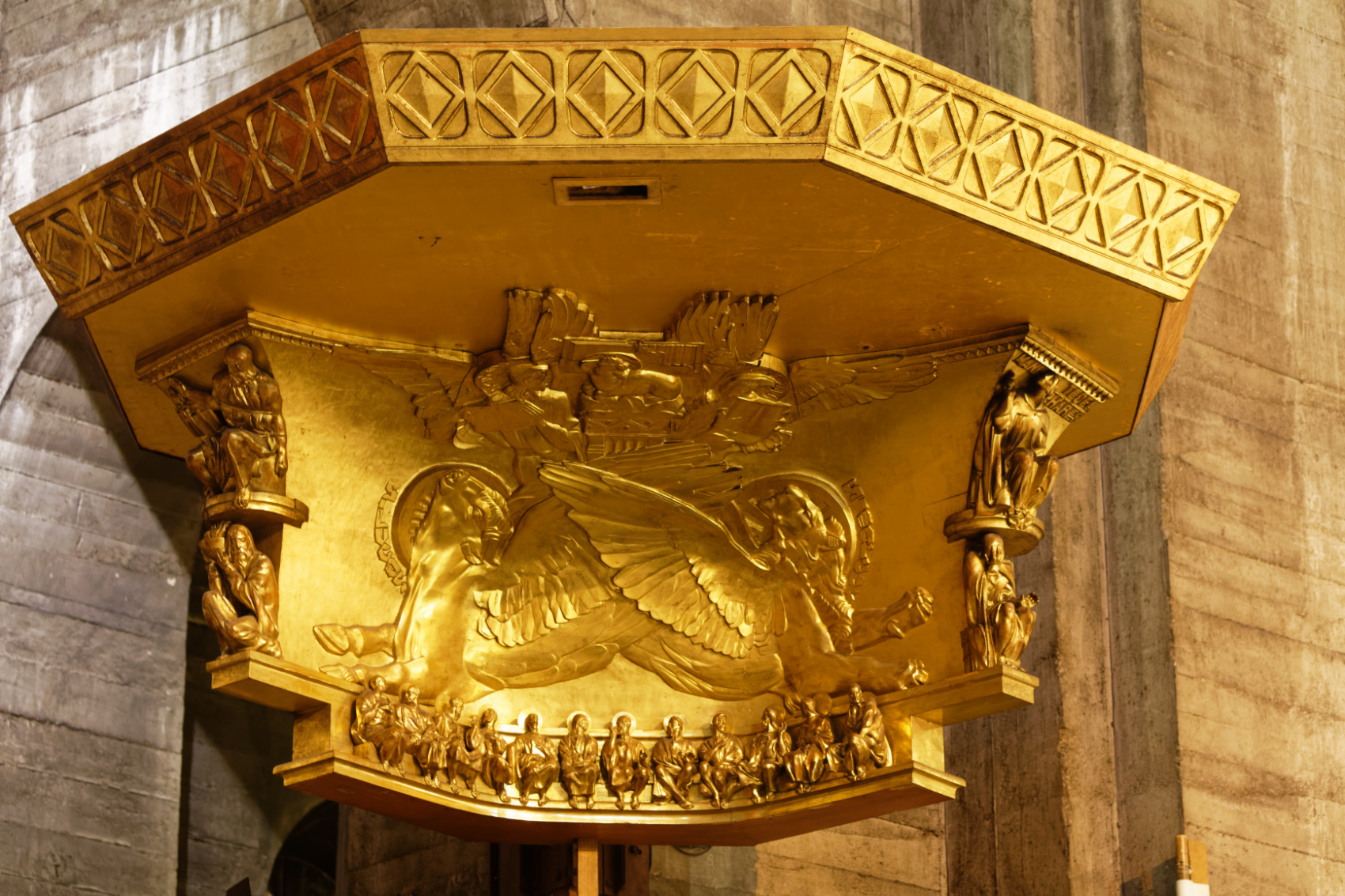
La chaire à prêcher, dorure sur fond de béton brut.

## Accès
L'église est accessible par les lignes 6 et 8 à la station Daumesnil et la ligne 8 à la station Michel Bizot.

### Articles liés
- Liste des monuments historiques du 12e arrondissement de Paris
- Liste des édifices religieux de Paris
- Archidiocèse de Paris